# Cleomella oocarpa
Cleomella oocarpa là một loài thực vật có hoa trong họ Màng màng. Loài này được A.Gray mô tả khoa học đầu tiên năm 1876.